# Produkt (hemija)
Produkti se formiraju tokom hemijskih reakcija konzumiranjem reagenasa. Produkti imaju nižu energiju nego reagensi i nastaju tokom reakcije u skladu sa drugim zakonom termodinamike. Oslobođena energija potiče od promena hemijskih veza između atoma u molekulima reagenasa i može da bude otpuštena u obliku toplote ili svetlosti. Produkti se formiraju dok hemijska reakcija napreduje ka hemijskoj ravnoteži sa određenom brzinom reakcije, što je zavisno od reagenasa i uslova okruženja.
U zavisnosti od relativnih količina reagenasa i ravnoteže reakcije, termini „reagens“ i „product“ se mogu preklopiti.